# Skúli Jón Friðgeirsson
Skúli Jón Friðgeirsson, (ur. 30 lipca 1988) – islandzki piłkarz grający na pozycji obrońcy. Mierzy 187 cm wzrostu.

## Kariera klubowa
Friðgeirsson jest wychowankiem klubu Reykjavíkur, w którym występował do końca sezonu 2011. Na początku 2012 roku przeniósł się do Szwecji i podpisał umowę z IF Elfsborg.

## Kariera reprezentacyjna
Friðgeirsson ma na koncie występy w młodzieżowych kadrach Islandii. Znalazł się w kadrze na Mistrzostwa Europy do lat 21 rozgrywane w 2011 roku. W dorosłej reprezentacji Islandii zadebiutował 21 marca 2010 roku w towarzyskim meczu przeciwko Wyspom Owczym. Na boisku przebywał do 89 minuty. Do tej pory rozegrał 4 mecze w reprezentacji (stan na 24 czerwca 2013).
| Mecze i gole w reprezentacji | Mecze i gole w reprezentacji | Mecze i gole w reprezentacji | Mecze i gole w reprezentacji | Mecze i gole w reprezentacji | Mecze i gole w reprezentacji | Mecze i gole w reprezentacji |
| #                            | Data                         | Stadion                      | Rywal                        | Wynik                        | Gol                          | Rozgrywki                    |
| 2010                         | 2010                         | 2010                         | 2010                         | 2010                         | 2010                         | 2010                         |
| ---------------------------- | ---------------------------- | ---------------------------- | ---------------------------- | ---------------------------- | ---------------------------- | ---------------------------- |
| 1.                           | 21.03.2010                   | Kópavogur, Islandia          | Wyspy Owcze                  | 2:0                          | 0                            | towarzyski                   |
| 2.                           | 24.03.2010                   | Charlotte, Stany Zjednoczone | Meksyk                       | 0:0                          | 0                            | towarzyski                   |
| 3.                           | 29.05.2010                   | Reykjavík, Islandia          | Andora                       | 4:0                          | 0                            | towarzyski                   |
| 2012                         |                              |                              |                              |                              |                              |                              |
| 4.                           | 24.02.2012                   | Osaka, Japonia               | Japonia                      | 1:3                          | 0                            | towarzyski                   |

## Sukcesy
- Mistrzostwo Islandii: 2011 (KR)
- Puchar Islandii: 2008, 2011 (KR)
- Puchar Ligi Islandzkiej: 2005, 2010 (KR)
- Mistrzostwo Szwecji: 2012 (Elfsborg)